# Orany (stacja kolejowa)
Orany (lit. Varėnos geležinkelio stotis, ros. Варена) – stacja kolejowa w miejscowości Orany, w rejonie orańskim, w okręgu olickim, na Litwie. Leży na linii dawnej Kolei Warszawsko-Petersburskiej.
Stacja powstała w XIX w. pomiędzy stacjami Marcinkańce a Olkieniki. Z Oran odchodziła linia kolejowa do Suwałk. Została ona przerwana po I wojnie światowej przez granicę polsko-litewską i częściowo zlikwidowana. W dwudziestoleciu międzywojennym stacja leżała w Polsce.